# Campeonato Brasileiro de Futebol de 2005 - Série C
O Campeonato Brasileiro de Futebol - Série C de 2005 foi a 15.ª edição da terceira divisão do futebol brasileiro disputado entre 31 de Julho e 20 de Novembro. Seu regulamento era de 63 times divididos em 16 grupos, sendo 15 com 4 e um com 3 clubes na primeira fase, classificando-se os dois melhores de cada grupo para a segunda fase. Na segunda, terceira e quarta fases as equipes se enfrentavam em mata-mata e os últimos quatro que sobrassem disputariam uma fase de turno e returno cujos dois melhores subiam a Série B de 2006.
O campeão foi o Remo, no ano do seu centenário que, juntamente com o América de Natal, conseguiu o acesso à Serie B de 2006.
O maior público deu-se na partida entre o Clube do Remo e o Tocantinópolis, no dia 18/09 no Estádio Mangueirão, com um público de 42.083 torcedores.
O jogo onde o Remo garantiu o título contou com a presença de apenas 196 pagantes, assegurando uma renda de 1.695 R$. Tal público se explica pela partida final haver ocorrido em Novo Hamburgo e o time da casa não tinha mais chances de classificação.

## Primeira Fase
Grupo 1
| Pos. | Equipes          | P  | J | V | E | D | GP | GC | SG |
| --- | ---------------- | -- | - | - | - | - | -- | -- | -- |
| 1 | Nacional-AM      | 10 | 4 | 3 | 1 | 0 | 8  | 4  | 4  |
| 2 | Independência    | 4  | 4 | 1 | 1 | 2 | 4  | 7  | -3 |
| 3 | Grêmio Coariense | 3  | 4 | 1 | 0 | 3 | 7  | 8  | -1 |
| P - pontos ganhos; J - jogos; V - vitórias; E - empates; D - derrotas; GP - gols pró; GC - gols contra; SG - saldo de gols |                  |    |   |   |   |   |    |    |    |

Grupo 2
| Pos. | Equipes         | P  | J | V | E | D | GP | GC | SG  |
| --- | --------------- | -- | - | - | - | - | -- | -- | --- |
| 1 | Vila Aurora     | 12 | 6 | 3 | 3 | 0 | 12 | 7  | 5   |
| 2 | São Raimundo-PA | 8  | 6 | 2 | 2 | 2 | 12 | 8  | 4   |
| 3 | Luverdense      | 7  | 6 | 2 | 1 | 3 | 12 | 9  | 3   |
| 4 | Ji-Paraná       | 5  | 6 | 1 | 2 | 3 | 2  | 14 | -12 |
| P - pontos ganhos; J - jogos; V - vitórias; E - empates; D - derrotas; GP - gols pró; GC - gols contra; SG - saldo de gols |                 |    |   |   |   |   |    |    |     |

Grupo 3
| Pos. | Equipes         | P  | J | V | E | D | GP | GC | SG |
| --- | --------------- | -- | - | - | - | - | -- | -- | -- |
| 1 | Remo            | 14 | 6 | 4 | 2 | 0 | 14 | 7  | 7  |
| 2 | Abaeté          | 10 | 6 | 3 | 1 | 2 | 9  | 6  | 3  |
| 3 | São José-AP     | 5  | 6 | 1 | 2 | 3 | 7  | 10 | -3 |
| 4 | São Raimundo-RR | 4  | 6 | 1 | 1 | 4 | 6  | 13 | -7 |
| P - pontos ganhos; J - jogos; V - vitórias; E - empates; D - derrotas; GP - gols pró; GC - gols contra; SG - saldo de gols |                 |    |   |   |   |   |    |    |    |

Grupo 4
| Pos. | Equipes        | P  | J | V | E | D | GP | GC | SG |
| --- | -------------- | -- | - | - | - | - | -- | -- | -- |
| 1 | Moto Club      | 11 | 6 | 3 | 2 | 1 | 8  | 5  | 3  |
| 2 | Tocantinópolis | 10 | 6 | 3 | 1 | 2 | 10 | 7  | 3  |
| 3 | Imperatriz     | 8  | 6 | 2 | 2 | 2 | 6  | 7  | -1 |
| 4 | Parnahyba      | 4  | 6 | 1 | 1 | 4 | 9  | 14 | -5 |
| P - pontos ganhos; J - jogos; V - vitórias; E - empates; D - derrotas; GP - gols pró; GC - gols contra; SG - saldo de gols |                |    |   |   |   |   |    |    |    |

Grupo 5
| Pos. | Equipes     | P  | J | V | E | D | GP | GC | SG |
| --- | ----------- | -- | - | - | - | - | -- | -- | -- |
| 1 | Ferroviário | 15 | 6 | 5 | 0 | 1 | 14 | 7  | 7  |
| 2 | Icasa       | 9  | 6 | 3 | 0 | 3 | 9  | 8  | 1  |
| 3 | Serrano-PE  | 7  | 6 | 2 | 1 | 3 | 5  | 8  | -3 |
| 4 | Piauí       | 4  | 6 | 1 | 1 | 4 | 1  | 6  | -5 |
| P - pontos ganhos; J - jogos; V - vitórias; E - empates; D - derrotas; GP - gols pró; GC - gols contra; SG - saldo de gols |             |    |   |   |   |   |    |    |    |

Grupo 6
| Pos. | Equipes             | P  | J | V | E | D | GP | GC | SG  |
| --- | ------------------- | -- | - | - | - | - | -- | -- | --- |
| 1 | Coruripe            | 15 | 6 | 5 | 0 | 1 | 14 | 9  | 5   |
| 2 | América de Natal    | 9  | 6 | 3 | 0 | 3 | 9  | 5  | 4   |
| 3 | Nacional de Patos*  | 6  | 6 | 4 | 0 | 2 | 11 | 8  | 3   |
| 4 | Vitória das Tabocas | 0  | 6 | 0 | 0 | 6 | 5  | 17 | -12 |
| P - pontos ganhos; J - jogos; V - vitórias; E - empates; D - derrotas; GP - gols pró; GC - gols contra; SG - saldo de gols |                     |    |   |   |   |   |    |    |     |

*O Nacional de Patos foi punido com a perda de 6 pontos por escalar o jogador Alisson de maneira irregular na partida contra o Vitória das Tabocas
Grupo 7
| Pos. | Equipes  | P  | J | V | E | D | GP | GC | SG |
| --- | -------- | -- | - | - | - | - | -- | -- | -- |
| 1 | Treze    | 13 | 6 | 4 | 1 | 1 | 14 | 10 | 4  |
| 2 | ABC      | 8  | 6 | 2 | 2 | 2 | 6  | 6  | 0  |
| 3 | ASA      | 7  | 6 | 2 | 1 | 3 | 5  | 7  | -2 |
| 4 | Baraúnas | 5  | 6 | 1 | 2 | 3 | 8  | 10 | -2 |
| P - pontos ganhos; J - jogos; V - vitórias; E - empates; D - derrotas; GP - gols pró; GC - gols contra; SG - saldo de gols |          |    |   |   |   |   |    |    |    |

Grupo 8
| Pos. | Equipes   | P  | J | V | E | D | GP | GC | SG |
| --- | --------- | -- | - | - | - | - | -- | -- | -- |
| 1 | Sergipe   | 13 | 6 | 4 | 1 | 1 | 12 | 5  | 7  |
| 2 | Itabaiana | 10 | 6 | 3 | 1 | 2 | 7  | 6  | 1  |
| 3 | Ipitanga  | 8  | 6 | 2 | 2 | 2 | 9  | 9  | 0  |
| 4 | Juazeiro  | 3  | 6 | 1 | 0 | 5 | 5  | 13 | -8 |
| P - pontos ganhos; J - jogos; V - vitórias; E - empates; D - derrotas; GP - gols pró; GC - gols contra; SG - saldo de gols |           |    |   |   |   |   |    |    |    |

Grupo 9
| Pos. | Equipes          | P  | J | V | E | D | GP | GC | SG |
| --- | ---------------- | -- | - | - | - | - | -- | -- | -- |
| 1 | Ipatinga         | 10 | 6 | 3 | 1 | 2 | 13 | 7  | 6  |
| 2 | Serra            | 10 | 6 | 3 | 1 | 2 | 11 | 10 | 1  |
| 3 | Americano        | 8  | 6 | 2 | 2 | 2 | 7  | 11 | -4 |
| 4 | Estrela do Norte | 5  | 6 | 1 | 2 | 3 | 6  | 9  | -3 |
| P - pontos ganhos; J - jogos; V - vitórias; E - empates; D - derrotas; GP - gols pró; GC - gols contra; SG - saldo de gols |                  |    |   |   |   |   |    |    |    |

Grupo 10
| Pos. | Equipes             | P | J | V | E | D | GP | GC | SG |
| --- | ------------------- | - | - | - | - | - | -- | -- | -- |
| 1 | Atlético Sorocaba   | 9 | 6 | 2 | 3 | 1 | 11 | 7  | 4  |
| 2 | Mogi Mirim          | 9 | 6 | 2 | 3 | 1 | 9  | 6  | 3  |
| 3 | Madureira           | 8 | 6 | 2 | 2 | 2 | 6  | 8  | -2 |
| 4 | Portuguesa Santista | 6 | 6 | 2 | 0 | 4 | 5  | 10 | -5 |
| P - pontos ganhos; J - jogos; V - vitórias; E - empates; D - derrotas; GP - gols pró; GC - gols contra; SG - saldo de gols |                     |   |   |   |   |   |    |    |    |

Grupo 11
| Pos. | Equipes     | P  | J | V | E | D | GP | GC | SG |
| --- | ----------- | -- | - | - | - | - | -- | -- | -- |
| 1 | Londrina    | 11 | 6 | 3 | 2 | 1 | 11 | 6  | 5  |
| 2 | CENE        | 11 | 6 | 3 | 2 | 1 | 10 | 8  | 2  |
| 3 | Cianorte    | 6  | 6 | 1 | 3 | 2 | 4  | 6  | -2 |
| 4 | Operário-MS | 3  | 6 | 0 | 3 | 3 | 5  | 10 | -5 |
| P - pontos ganhos; J - jogos; V - vitórias; E - empates; D - derrotas; GP - gols pró; GC - gols contra; SG - saldo de gols |             |    |   |   |   |   |    |    |    |

Grupo 12
| Pos. | Equipes          | P  | J | V | E | D | GP | GC | SG |
| --- | ---------------- | -- | - | - | - | - | -- | -- | -- |
| 1 | Ceilândia        | 10 | 6 | 3 | 1 | 2 | 11 | 7  | 4  |
| 2 | Paranoá          | 9  | 6 | 3 | 0 | 3 | 7  | 8  | -1 |
| 3 | Mineiros         | 9  | 6 | 2 | 3 | 1 | 5  | 4  | 1  |
| 4 | Grêmio Inhumense | 5  | 6 | 1 | 2 | 3 | 8  | 12 | -4 |
| P - pontos ganhos; J - jogos; V - vitórias; E - empates; D - derrotas; GP - gols pró; GC - gols contra; SG - saldo de gols |                  |    |   |   |   |   |    |    |    |

Grupo 13
| Pos. | Equipes        | P | J | V | E | D | GP | GC | SG |
| --- | -------------- | - | - | - | - | - | -- | -- | -- |
| 1 | Rio Branco-SP  | 9 | 6 | 2 | 3 | 1 | 10 | 9  | 1  |
| 2 | Ituiutaba      | 8 | 6 | 2 | 2 | 2 | 8  | 10 | -2 |
| 3 | União São João | 7 | 6 | 2 | 1 | 3 | 14 | 13 | 1  |
| 4 | América-SP     | 7 | 6 | 1 | 4 | 1 | 11 | 11 | 0  |
| P - pontos ganhos; J - jogos; V - vitórias; E - empates; D - derrotas; GP - gols pró; GC - gols contra; SG - saldo de gols |                |   |   |   |   |   |    |    |    |

Grupo 14
| Pos. | Equipes         | P | J | V | E | D | GP | GC | SG |
| --- | --------------- | - | - | - | - | - | -- | -- | -- |
| 1 | Villa Nova      | 9 | 6 | 2 | 3 | 1 | 6  | 4  | 2  |
| 2 | Volta Redonda   | 9 | 6 | 2 | 3 | 1 | 4  | 3  | 1  |
| 3 | Cabofriense     | 6 | 6 | 1 | 3 | 2 | 4  | 5  | -1 |
| 4 | América Mineiro | 6 | 6 | 1 | 3 | 2 | 5  | 7  | -2 |
| P - pontos ganhos; J - jogos; V - vitórias; E - empates; D - derrotas; GP - gols pró; GC - gols contra; SG - saldo de gols |                 |   |   |   |   |   |    |    |    |

Grupo 15
| Pos. | Equipes       | P  | J | V | E | D | GP | GC | SG |
| --- | ------------- | -- | - | - | - | - | -- | -- | -- |
| 1 | Novo Hamburgo | 11 | 6 | 3 | 2 | 1 | 8  | 4  | 4  |
| 2 | Joinville     | 10 | 6 | 3 | 1 | 2 | 9  | 6  | 3  |
| 3 | ADAP          | 9  | 6 | 3 | 0 | 3 | 5  | 8  | -3 |
| 4 | Iraty         | 4  | 6 | 1 | 1 | 4 | 5  | 9  | -4 |
| P - pontos ganhos; J - jogos; V - vitórias; E - empates; D - derrotas; GP - gols pró; GC - gols contra; SG - saldo de gols |               |    |   |   |   |   |    |    |    |

Grupo 16
| Pos. | Equipes             | P  | J | V | E | D | GP | GC | SG |
| --- | ------------------- | -- | - | - | - | - | -- | -- | -- |
| 1 | Glória              | 13 | 6 | 3 | 2 | 1 | 8  | 4  | 4  |
| 2 | Gaúcho              | 9  | 6 | 3 | 1 | 2 | 9  | 6  | 3  |
| 3 | Atlético de Ibirama | 8  | 6 | 3 | 0 | 3 | 5  | 8  | -3 |
| 4 | Marcílio Dias       | 4  | 6 | 1 | 1 | 4 | 5  | 9  | -4 |
| P - pontos ganhos; J - jogos; V - vitórias; E - empates; D - derrotas; GP - gols pró; GC - gols contra; SG - saldo de gols |                     |    |   |   |   |   |    |    |    |

## Segunda Fase
| Equipe 1         | Total       | Equipe 2          | 1.º jogo | 2.º jogo |
| ---------------- | ----------- | ----------------- | -------- | -------- |
| América de Natal | 5–4         | Ferroviário       | 2–1      | 3–3      |
| Serra            | 5–5         | Atlético Sorocaba | 4–3      | 1–2      |
| Independência    | 3–4         | Vila Aurora       | 2–1      | 1–3      |
| Tocantinópolis   | 3–4         | Remo              | 2–0      | 1–4      |
| Abaeté           | 1–1 (p 5–4) | Moto Club         | 1–0      | 0–1      |
| Icasa            | 3–6         | Coruripe          | 1–0      | 2–6      |
| Itabaiana        | 1–5         | Treze             | 1–1      | 0–4      |
| ABC              | 3–2         | Sergipe           | 3–2      | 0–0      |
| Mogi Mirim       | 4–4 (p 2–4) | Ipatinga          | 2–2      | 2–2      |
| Paranoá          | 1–1 (p 3–4) | Londrina          | 1–0      | 0–1      |
| CENE             | 2–3         | Ceilândia         | 1–2      | 1–1      |
| Volta Redonda    | 2–2         | Rio Branco-SP     | 2–1      | 0–1      |
| Ituiutaba        | 1–6         | Villa Nova        | 1–3      | 0–3      |
| Gaúcho           | 1–3         | Novo Hamburgo     | 0–0      | 1–3      |
| Joinville        | 3–1         | Glória            | 3–1      | 0–0      |
| São Raimundo-PA  | 3–6         | Nacional-AM       | 2–2      | 1–4      |

## Terceira Fase
| Equipe 1      | Total       | Equipe 2          | 1.º jogo | 2.º jogo |
| ------------- | ----------- | ----------------- | -------- | -------- |
| Vila Aurora   | 6–6         | Nacional-AM       | 4–3      | 2–3      |
| Remo          | 4–3         | Abaeté            | 1–1      | 3–2      |
| Coruripe      | 2–4         | América de Natal  | 1–1      | 1–3      |
| ABC           | 1–1 (p 4–5) | Treze             | 1–0      | 0–1      |
| Ipatinga      | 6–1         | Atlético Sorocaba | 2–0      | 4–1      |
| Ceilândia     | 4–0         | Londrina          | 3–0      | 1–0      |
| Villa Nova    | 6–2         | Rio Branco-SP     | 1–0      | 5–2      |
| Novo Hamburgo | 1–1 (p 4–3) | Joinville         | 1–0      | 0–1      |

## Quarta Fase
| Equipe 1         | Total | Equipe 2      | 1.º jogo | 2.º jogo |
| ---------------- | ----- | ------------- | -------- | -------- |
| Nacional-AM      | 1–2   | Remo          | 0–2      | 1–0      |
| América de Natal | 3–2   | Treze         | 2–0      | 1–2      |
| Ceilândia        | 1–2   | Ipatinga      | 1–2      | 0–0      |
| Villa Nova       | 4–5   | Novo Hamburgo | 3–3      | 1–2      |

## Fase Final
| Pos. | Equipes          | P  | J | V | E | D | GP | GC | SG |
| --- | ---------------- | -- | - | - | - | - | -- | -- | -- |
| 1 | Remo             | 10 | 6 | 3 | 1 | 2 | 7  | 5  | +2 |
| 2 | América de Natal | 10 | 6 | 3 | 1 | 2 | 8  | 7  | +1 |
| 3 | Ipatinga         | 9  | 6 | 2 | 3 | 1 | 8  | 7  | +1 |
| 4 | Novo Hamburgo    | 4  | 6 | 1 | 1 | 4 | 8  | 12 | -4 |
| P - pontos ganhos; J - jogos; V - vitórias; E - empates; D - derrotas; GP - gols pró; GC - gols contra; SG - saldo de gols |                  |    |   |   |   |   |    |    |    |

|  |                                 |
|  | Classificados à Série B de 2006 |

## Premiação
| Campeão Brasileiro 2005 Série C |
| Pará                            |
| ------------------------------- |
| Clube do Remo (1.º título)      |